# Cixius acuta
Cixius acuta är en insektsart som beskrevs av Tsaur 1991. Cixius acuta ingår i släktet Cixius och familjen kilstritar. Inga underarter finns listade i Catalogue of Life.